# Richard Moll
Charles Richard Moll (Pasadena, California; 13 de enero de 1943 - Big Bear Lake, California; 26 de octubre de 2023) fue un actor estadounidense, reconocido por interpretar a Aristotle Nostradamus "Bull" Shannon en la comedia de la NBC Night Court entre 1984 y 1992. Moll también trabajó como actor de voz, haciendo uso de su profunda voz para interpretar papeles de villanos en películas de animación y videojuegos.

## Filmografía

### Cine
| Año  | Título                                   | Personaje                           | Observaciones    |
| ---- | ---------------------------------------- | ----------------------------------- | ---------------- |
| 1977 | Brigham                                  | Joseph Smith                        | Debut en el cine |
| 1980 | Catalysm                                 | James Hanson                        |                  |
| 1981 | American Pop                             | Beat Poet                           |                  |
| 1981 | Hard Country                             | Top Gun                             |                  |
| 1981 | Caveman                                  | Hombre de las nieves                |                  |
| 1981 | Evilspeak                                | Esteban                             |                  |
| 1982 | Liar's Moon                              | Detective Roy Logan                 |                  |
| 1982 | The Sword and the Sorcerer               | Xusia                               |                  |
| 1983 | Metalstorm: The Destruction of Jared-Syn | Hurok                               |                  |
| 1983 | Under Arrest                             | Patrino                             |                  |
| 1984 | The Dungeonmaster                        | Mestema                             |                  |
| 1985 | Night Train to Terror                    | Otto/James Hansen                   |                  |
| 1985 | House                                    | Big Ben                             |                  |
| 1987 | Survivor                                 | Kragg                               |                  |
| 1988 | Pulse Pounderes                          | Mestema                             |                  |
| 1989 | Wicked Stepmother                        | Nathan Pringle                      |                  |
| 1989 | Think Big                                | Thornton                            |                  |
| 1989 | Murphy's Laws of Golf                    |                                     | Cortometraje     |
| 1991 | Driving Me Crazy                         | Buzz                                |                  |
| 1992 | Sidekicks                                | Horn                                |                  |
| 1992 | Marilyn Alive and Behind Bars            | Otto                                |                  |
| 1992 | Let's Kill All the Lawyers               | El centurion                        |                  |
| 1993 | Loaded Weapon 1                          | Asistente de prisión                |                  |
| 1994 | The Flintstones                          | Hoagie                              |                  |
| 1994 | No Dessert, Dad, Till You Mow the Lawn   | Sargento del campo de entrenamiento |                  |
| 1994 | Beanstalk                                | Richard Leech                       |                  |
| 1995 | Galaxis                                  | Kyla                                |                  |
| 1996 | Storybook                                | Woody                               |                  |
| 1996 | The Secret Agent Club                    | Wrecks                              |                  |
| 1996 | The Glass Cage                           | Ian Dexter                          |                  |
| 1996 | Jingle All the Way                       | Dementor                            |                  |
| 1996 | The Lawyer                               | Centurión                           |                  |
| 1996 | The Elevator                             | Hombre monja                        |                  |
| 1997 | Living in Peril                          | Fritz                               |                  |
| 1997 | Snide and Prejudice                      | General Von Ludendorf               |                  |
| 1997 | Little Cobras: Operation Dalmatian       | Leader                              |                  |
| 1997 | Farticus                                 | Hades                               |                  |
| 1998 | The Survivor                             | Kyla                                |                  |
| 1998 | Casper Meets Wendy                       | Jules                               | Directo a vídeo  |
| 1998 | Route 66                                 |                                     |                  |
| 1998 | Monkey Business                          | Leader                              |                  |
| 1999 | Foreign Correspondents                   |                                     |                  |
| 1999 | But I'm a Cheerleader                    | Larry                               |                  |
| 2000 | Shadow Hours                             | Vagabundo                           |                  |
| 2000 | Boltneck                                 | Sr. O'Reilly                        |                  |
| 2000 | That Summer in LA                        | Gerente del hotel                   |                  |
| 2000 | Flamingo Dreams                          | Deke                                |                  |
| 2001 | Spiders II: Breeding Ground              | Dr. Grbac                           |                  |
| 2001 | Evolution                                |                                     |                  |
| 2001 | Scary Movie 2                            | Hugh Kane                           |                  |
| 2002 | Angel Blade                              | Carl Shank                          |                  |
| 2002 | No Place Like Home                       | Ned Nussbaun                        |                  |
| 2002 | The Biggest Fan                          | Harold Worden                       |                  |
| 2003 | Dumb Luck                                | Agente Osborne                      |                  |
| 2003 | The Work and the Story                   | Oliver Wendelle                     |                  |
| 2003 | Cast and Mice                            | Cortez                              |                  |
| 2004 | Uh Oh!                                   | Diablo                              |                  |
| 2005 | Diamond Zero                             | Detective Jackson                   |                  |
| 2005 | Angels and Angels                        | Robert                              |                  |
| 2006 | Nightmare Man                            | Capitán McCormack                   |                  |
| 2007 | Headless Horseman                        | Kolchak Jefferson Stillwall         |                  |
| 2008 | Thomas Kingkade's Christmas Cottage      | Big Jim                             |                  |
| 2009 | Love at First Hiccup                     |                                     |                  |
| 2011 | Assassins' Code                          | Ernest Altman                       |                  |
| 2012 | DisOrientation                           | Sr. Mackenzie                       |                  |
| 2012 | Hemingway                                | Abogado                             |                  |
| 2012 | Sorority Party Massacre                  | Kreeger                             |                  |
| 2013 | Jurassic: Stone Age                      | Juez Holt                           |                  |
| 2014 | BFFs                                     | Ken                                 |                  |
| 2015 | Kids vs Monsters                         | Mayordomo                           |                  |
| 2017 | Razor                                    | Jon Creadon                         |                  |
| 2017 | Circus Kane                              | Hombre pálido                       |                  |
| 2018 | Slay Belles                              | Oficial Green                       |                  |